# 室女座ν
室女座ν，又名BD+07 2479，HD 102212、SAO 119035、HR 4517，是室女座的一颗恒星，视星等为4.03，位于銀經262.86，銀緯64.18，其B1900.0坐标为赤經11h 40m 43.1s，赤緯+7° 64.18′ 23″。